# Kulturstiftung Sibirien
Die Kulturstiftung Sibirien (russisch Фонд культуры народов Сибири Fond Kultury Narodow Sibiri, englisch Foundation for Siberian Cultures) ist eine wissenschaftliche Einrichtung mit angeschlossenem Wissenschaftsverlag in Fürstenberg/Havel, deren Arbeit die Dokumentation des kulturellen Erbes von indigenen Völkern Nordeurasiens zum Ziel hat. Gründer, Geschäftsführer und wissenschaftlicher Leiter ist der Ethnologe Erich Kasten.

## Geschichte
Die Kulturstiftung Sibirien wurde im Jahre 2010 von Erich Kasten als gemeinnützige GmbH gegründet und hat ihren Sitz in Fürstenberg/Havel. Die thematischen und regionalen Schwerpunkte der Stiftungsarbeit ergaben sich aus den vorherigen Forschungen von Kasten in Sápmi, an den Nordpazifikküsten in Kanada und dem Fernen Osten Russlands.

## Zweck
Gefördert wird angewandte ethnologische und linguistische Forschung zu den Kulturen und Sprachen von indigenen Völkern in Nordeurasien, insbesondere Sibirien. Hauptziel der Arbeit der Kulturstiftung ist die Dokumentation des immateriellen Kulturerbes in der Region, darunter Handwerk, Kunst, Religion, Sprache und traditionelles Wissen, für weitere Forschung und die interessierte Öffentlichkeit. Zur letzteren zählen auch die indigenen Völker selber, z. B. die Nanai und Korjaken, wobei die Arbeit der Kulturstiftung zur Revitalisierung und Bewahrung von kulturellen Praktiken und traditionellem Wissen innerhalb dieser Kulturen beitragen möchte.
Neben Ethnologie befasst sich die Kulturstiftung Sibirien auch mit historischen und zeitgenössischen politischen Diskursen, die einen besonderen Bezug zu Russland und Osteuropa haben und möchte damit zur Völkerverständigung auf dem Gebiet der wissenschaftlichen und kulturellen Zusammenarbeit zwischen Deutschland und anderen Ländern beitragen. Dabei spielen v. a. Bezüge zur Stadt Fürstenberg eine Rolle, wie z. B. bei der Arbeit mit Zeitzeugen des KZ Ravensbrück.

### Verlag der Kulturstiftung Sibirien
Der Stiftung ist unter gleichem Namen ein Verlag als Zweckbetrieb angegliedert. Der Verlag der Kulturstiftung Sibirien veröffentlicht sowohl aktuelle Forschungsarbeiten als Monographien oder in Sammelbänden, Neuauflagen von forschungsgeschichtlich wichtigen Quellen, z. B. über Adelbert von Chamisso und Georg Wilhelm Steller. Besondere Aufmerksamkeit gilt Dokumentationen in Form von annotierten multimedialen Textherausgaben oder ethnographischen Filmen, die gemeinsam mit Forschern und Mitgliedern der erforschten indigenen Völker entwickelt werden.
Schriftenreihen (Auswahl)
- Studies in Social and Cultural Anthropology, hrsg. von Erich Kasten und David Koester
- Bibliotheca Kamtschatica, hrsg. von Erich Kasten and Michael Dürr
- Bibliotheca Sibiro-pacifica, hrsg. von Erich Kasten and Michael Dürr
- Languages and Cultures of the Russian Far East, hrsg. von Erich Kasten

Im Sinne von Open Science werden alle Veröffentlichungen der Kulturstiftung über eine digitale Bibliothek kostenfrei zur Verfügung gestellt.

## Partnerschaften und Beirat
Die Kulturstiftung Sibirien unterhält Partnerschaften mit der Universität Versailles-Saint-Quentin-en-Yvelines, dem Hokkaido Museum der Völker des Nordens (englisch Hokkaido Museum of Northern Peoples) in Abashiri, dem Institut für geisteswissenschaftliche Forschungen und Probleme der indigenen kleinen Völker des russischen Nordens der Sibirischen Abteilung der Russischen Akademie der Wissenschaften in Jakutsk (russisch Институт гуманитарных исследований и проблем малочисленных народов Севера СО РАН) und der Staatlichen öffentlichen wissenschaftlichen Bibliothek (russisch Государственная публичная научно-техническая библиотека СО РАН) der Sibirischen Abteilung der Russischen Akademie der Wissenschaften in Nowosibirsk. Dem wissenschaftlichen Beirat der Kulturstiftung gehören namhafte internationale Wissenschaftler an.

## Trivia
Einen Bezug zu Russland gibt es auch insofern, dass in der Villa am Uferweg 4 bis in die 1990er Jahre höhere Offiziere der in der Röblinsee-Siedlung stationierten sowjetischen Streitkräfte lebten.